# Lipotriches fulvinerva
Lipotriches fulvinerva är en biart som först beskrevs av Cameron 1907.  Lipotriches fulvinerva ingår i släktet Lipotriches och familjen vägbin. Inga underarter finns listade i Catalogue of Life.